# Список глав манги «Истребитель демонов»
«Истребитель демонов» (яп. 鬼滅の刃 Кимэцу но яиба) — манга, автором и иллюстратором которой является Коёхару Готогэ. Первая глава была опубликована в 11-м за 2016 год выпуске журнала Weekly Shonen Jump, вышедшем 15 февраля 2016 года, а последняя глава вышла 18 мая 2020 года. 20 июля 2016 года в первом выпуске журнала Shonen Jump GIGA была опубликована сайд-стори. Сюжет манги рассказывает о Тандзиро Камадо, который становится истребителем демонов после того, как его семью убивают, а его младшая сестра Нэдзуко становится демоном.
В рамках программы «Jump Start» компания Viz Media опубликовала в журнале Weekly Shonen Jump первые три главы, однако после этого выпуск был приостановлен. 20 июля 2017 года, на Комик-коне в Сан-Диего, Viz объявила о приобретении лицензии на всю серию целиком. 15 ноября 2019 года на фестивале Anime NYC было заявлено о планах издательства выпускать по одному тому в месяц, начиная с мая 2020 года. 9 ноября 2021 года Viz выпустила полное собрание всех томов серии.
На русском языке, начиная с мая 2022 года, мангу выпускает издательство «Истари комикс». За один месяц издательство выпускало по три тома, однако поначалу график выхода был довольно неровный: тома с четвёртого по шестой вышли в сентябре 2022 года, а с седьмого по девятый — в июне 2023 года. В январе 2025 года «Истари комикс» выпустило последние пять томов серии.

## Список глав
| № | Заглавие | Издание на японском | Издание на русском |
| --- | --- | --- | --- |
| 1 | Жестокость Дзанкоку (残酷) | 3 июня 2016 года ISBN 978-4-08-880723-2 | 11 мая 2022 года ISBN 978-5-907539-05-1 |
| - 1. Жестокость (яп. 残酷 Дзанкоку) - 2. Незнакомец (яп. 見知らぬ誰か Мисирану дарэка) - 3. Вернуться до рассвета (яп. 必ず戻る夜明けまでには Канарадзу модору ёакэ мадэ ни ва) - 4. Дневник Тандзиро, часть 1 (яп. 炭治郎日記・前編 Тандзиро: никки дзэмпэн) - 5. Дневник Тандзиро, часть 2 (яп. 炭治郎日記・後篇 Тандзиро: никки ко:хэн) - 6. Гора рук (яп. 山ほどの手が Ямаходо но тэ га) - 7. Призраки усопших (яп. 亡霊 Бо:рэй) | | | |
| Тандзиро Камадо — подросток с обострённым обонянием, живущий счастливой жизнью со своей семьёй; однажды, вернувшись домой, он обнаруживает, что кто-то убил всех его родственников за исключением младшей сестры Нэдзуко Камадо, которая обратилась в демона. Понимая, что Нэдзуко не является убийцей и не до конца лишилась человечности, Тандзиро защищает её от истребителя демонов по имени Гию Томиока и умоляет пощадить Нэдзуко, а сам клянётся снова сделать её человеком. Впечатлённый Гию говорит Тандзиро встретиться с человеком по имени Сакондзи Урокодаки на горе Сагири, а также предупреждает, чтобы тот не выпускал сестру на солнечный свет. Тандзиро в течение двух лет упорно тренируется под руководством Урокодаки, а после проходит окончательный отбор в истребители демонов, побеждая демона, целью которого были предыдущие ученики Урокодаки. | | | |
| 2 | Ты Омаэ га (お前が) | 4 августа 2016 года ISBN 978-4-08-880755-3 | 11 мая 2022 года ISBN 978-5-907539-06-8 |
| - 8. Братик (яп. 兄ちゃん Ни:тян) - 9. С возвращением (яп. おかえり Окаэри) - 10. Топь-похититель (яп. 人攫い沼 Хитосарай-нума) - 11. Заветы (яп. 暗示 Андзи) - 12. Не могу (яп. 言えない Иэнай) - 13. Это ты (яп. お前が Омаэ га) - 14. Раздражение Кибуцудзи, наваждение кровью (яп. 鬼舞辻の癇癪・幻惑の血の香り Кибуцудзи но кансяку ・ Гэнваку но ти но каори) - 15. Мнение врача (яп. 医師の見解 Иси но кэнкай) - 16. Игра в мяч (яп. 手鞠遊び Тэмари асоби) | | | |
| По возвращении с окончательного отбора Тандзиро узнаёт, что его семью убил демон по имени Мудзан Кибуцудзи, которому известно, как вернуть Нэдзуко человеческий облик. Получив от кузнеца Хаганэдзуки клинок солнца, он вместе с Нэдзуко отправляется на северо-запад, в город, где демон, обладающий способностью разделяться натрое, питается молодыми девушками. Так как Урокодаки внушил Нэдзуко считать всех людей своей семьёй и защищать их, она помогает Тандзиро убить две трети демона, а последняя треть вынуждает Тандзиро убить его, когда тот допрашивает демона о Кибуцудзи. Затем Тандзиро отправляется в Асакусу, Токио, где у него происходит стычка с Кибуцудзи, а после он встречает Тамаё, женщину-демона, вырвавшуюся из-под контроля Кибуцудзи, и её помощника Юсиро. Тамаё приводит Тандзиро к себе домой и объясняет ему способность Кибуцудзи помещать свои клетки в тела других людей, чтобы делать их своими рабами, притом «проклиная» всякого, кто назовёт его по имени. Тандзиро соглашается помочь Тамаё в создании лекарства для Нэдзуко, обещая, что позволит ей изучать кровь сестры и что будет приносить ей кровь могущественных демонов, приближённых к Мудзану. Вскоре на них нападают двое демонов, посланных Кибуцудзи, — Сусамару и Яхаба. Им было приказано убить Тандзиро (который носит серьги в виде ханафуда).                                                            | | | |
| 3 | Воспрянь духом Онорэ о кобу сэё (己を鼓舞せよ) | 4 октября 2016 года ISBN 978-4-08-880795-9 | 11 мая 2022 года ISBN 978-5-907539-07-5 |
| - 17. Демон стре́лок (яп. 矢印鬼 Ядзируси они) - 18. Проклятие (яп. 呪縛 Дзюбаку) - 19. Всегда вместе (яп. ずっと一緒にいる Дзютто иссё ни иру) - 20. Дзэницу Агацума (яп. 我妻善逸 Агацума Дзэнъицу) - 21. Дом барабанов (яп. 鼓屋敷 Цудзуми ясики) - 22. Внезапный кабан (яп. 突然の猪 Тоцудзэн но иносиси) - 23. Кабан обнажает клыки, Дзэницу засыпает (яп. 猪は牙を剥き善逸は眠る Иносиси ва киба о муки Дзэнъицу ва нэмуру) - 24. Бывший член Дюжины (яп. 元十二鬼月 Мото дзю: ни кидзуки) - 25. Воспрянь духом (яп. 己を鼓舞せよ Онорэ о кобу сэё) | | | |
| Тандзиро и остальные вступают в битву с Сусамару и Яхабой, которые утверждают, что они члены Дюжины бесовских лун. В то время как Тандзиро удаётся обезглавить Яхабу и дождаться того момента, когда демон рассыпется в прах, Тамаё с помощью своей магии крови заставляет Сусамару произнести имя Кибуцудзи, после чего его клетки уничтожают её. Тамаё с помощью останков Сусамару подтверждает, что она на самом деле не из Дюжины, у членов которой в глазах высечены их порядковые номера. Тамаё готовится покидать Асакусу, а брат и сестра Камадо отправляются на юго-восток на следующее задание, по пути к ним присоединяется трусливый Дзэницу Агацума. Они добираются до Дома барабанов, где обосновался бывший член Дюжины Кёгай, задавшийся целью ловить людей с редкой кровью. К ним присоединяется другой истребитель по имени Иноскэ Хасибира, помешанный на битвах мечник, носящий маску кабана и орудующий зазубренными катанами. Тандзиро побеждает Кёгая и получает образец крови для Тамаё, однако на выходе вступает в конфронтацию с Иноскэ, который бьёт Дзэницу, защищающего Нэдзуко. | | | |
| 4 | Достойная катана Кё:дзимма яиба (強靱な刃) | 2 декабря 2016 года ISBN 978-4-08-880826-0 | 26 сентября 2022 года ISBN 978-5-907539-20-4 |
| - 26. Драка голыми руками (яп. 素手喧嘩 Сутэгоро) - 27. Иноскэ Хасибира (яп. 嘴平伊之助 Хасибира Иносукэ) - 28. Срочный вызов (яп. 緊急の呼び出し Кинкю: но ёбидаси) - 29. Гора Натагумо (яп. 那田蜘蛛山 Натагумо яма) - 30. Марионетки (яп. 操り人形 Аяцури нингё:) - 31. Пропуская друг друга вперёд (яп. 自分ではない誰かを前へ Дзибун дэ ва най дарэка о маэ э) - 32. Дьявольский смрад (яп. 刺激臭 Сигэки-сю:) - 33. Ползти вперёд невзирая на боль (яп. 苦しみ、のたうちながら前へ Курусими, нотаутинагара маэ э) - 34. Достойная катана (яп. 強靱な刃 Кё:дзинна яиба) | | | |
| После драки между Тандзиро и Иноскэ они с Дзэницу отправляются в поместье с гербом глицинии для восстановления. Дзэницу узнаёт, что Нэдзуко — девушка, и влюбляется в неё. После этого троицу отправляют в поддержку другим истребителям на гору Натагумо. Тандзиро и Иноскэ заходят в лес, где встречают семью демонов-пауков, чья мать превратила большинство истребителей в своих марионеток. Тандзиро убивает мать, которая принимает свою участь и предупреждает его, что на горе находится член Дюжины. Вскоре после этого Тандзиро и Иноскэ разделяются, когда на них нападает отец пауков; первый полагает, что он является членом Дюжины. Тем временем на гору Натагумо посылают Гию и его коллегу-столпа Синобу Котё. | | | |
| 5 | В ад Дзигоку э (地獄へ) | 3 марта 2017 года ISBN 978-4-08-881026-3 | 26 сентября 2022 года ISBN 978-5-907539-21-1 |
| - 35. Порознь (яп. 散り散り Тиридзири) - 36. Я влип (яп. これはやべぇ Корэ ва ябээ) - 37. Сломанный клинок (яп. 折れた刀身 Орэта то:син) - 38. Настоящее и поддельное (яп. 本物と偽物 Хоммоно то нисэмоно) - 39. В круговерти воспоминаний (яп. 走馬灯の中 Со:мато: но нака) - 40. Бог огня (яп. ヒノカミ Хиноками) - 41. Синобу Котё (яп. 胡蝶しのぶ Котё: Синобу) - 42. За спиной (яп. 後ろ Усиро) - 43. В ад (яп. 地獄へ Дзигоку э) | | | |
| Дзэницу восходит на гору Натагумо и убивает паука-брата, но оказывается отравлен. Синобу спасает его от яда демона, в то время как Гию побеждает отца. Тандзиро сталкивается с настоящим членом Дюжины Руи, когда тот отчитывает девушку-демона, вынужденную быть его сестрой; он рассказывает о том, что он собрал демонов-пауков, чтобы создать между ними собственные семейные узы, и интересуется Нэдзуко. Пытаясь спасти Нэдзуко, Тандзиро почти что терпит поражение, вследствие чего вспоминает, как его больной отец танцевал ритуальный танец бога огня. Тандзиро использует танец бога огня в качестве наступательного манёвра и с помощью магии крови Нэдзуко отрубает Руи голову. Руи выживает и едва не убивает брата и сестру Камадо, но появляется Гию и убивает его, после чего Руи вспоминает о своей прежней жизни и воссоединяется со своими родителями, которые, как он полагал раньше, его не любили. | | | |
| 6 | На суде у столпов истребителей Кисацутай тю:го: сайбан (鬼殺隊柱合裁判) | 2 мая 2017 года ISBN 978-4-08-881076-8 | 26 сентября 2022 года ISBN 978-5-907539-22-8 |
| - 44. Нарушение устава (яп. 隊律違反 Тайрицу ихан) - 45. На суде у столпов истребителей (яп. 鬼殺隊柱合裁判 Кисацутай тю:го: сайбан) - 46. Глава истребителей (яп. お館様 Ояката-сама) - 47. Не (яп. プイ Пуи) - 48. Дом бабочки (яп. 蝶屋敷 Тё: ясики) - 49. Оздоровительная тренировка, часть 1 (яп. 機能回復訓練・前編 Кино: кайфуку кунрэн ・ дзэмпэн) - 50. Оздоровительная тренировка, часть 2 (яп. 機能回復訓練・後編 Кино: кайфуку кунрэн ・ ко:хэн) - 51. Возвращение клинков солнца (яп. 日輪刀還る Нитиринто: каэру) - 52. Бессердечность и беспощадность (яп. 冷酷無情 Рэйкокумудзё:) | | | |
| После убийства паука-дочери Синобу нацеливается на Нэдзуко, но Гию сдерживает её, чтобы брат и сестра Камадо смогли сбежать. Их перехватывает подопечная Синобу, Канао Цуюри, девушка, проходившая окончательный отбор вместе с Тандзиро. К счастью, вороны уз передают распоряжение доставить Камадо к главе истребителей Кагае Убуясики и столпам, элитным мечникам. Несмотря на неодобрение остальных, Кагая заявляет, что Нэдзуко следует сохранить жизнь и что за неё ручаются Гию и Урокодаки, поклявшиеся совершить сэппуку в том случае, если она начнёт есть людей. Несмотря на своё недоверие, ветряной столп Санэми Синадзугава смягчается после того, как Нэдзуко отказывается нападать на него за то, что он несколько раз пырнул её катаной. Тандзиро вместе с друзьями отправляется на лечение к Синобу в Дом бабочки и узнаёт о новых техниках дыхания, параллельно удивляясь тому, что в битве с Руи он использовал танец бога огня. Кибуцудзи с помощью Накимэ призывает оставшихся демонов старых лун в Бесконечную крепость. Он более не считает их полезными, а потому убивает всех, кроме одного — Эмму. Эмму получает небольшой объём крови Кибуцудзи, что усиливает его, а также задание убить одного столпа и Тандзиро. Месяц спустя команду Тандзиро вызывают расследовать исчезновения людей на поезде «Бесконечный».                                                                         | | | |
| 7 | Бой в ограниченном пространстве Кё:сё но ко:бо: (狭所の攻防) | 4 августа 2017 года ISBN 978-4-08-881193-2 | 1 июня 2023 года ISBN 978-5-907539-71-6 |
| - 53. Попробуй сама (яп. 君は Кими ва) - 54. Добрый вечер, Рэнгоку (яп. こんばんは煉獄さん Комбанва Рэнгоку-сан) - 55. Поезд бесконечного сна (яп. 無限夢列車 Мугэн юмэ рэсся) - 56. Проснись (яп. 目覚めろ Мэдзамэро) - 57. Возьми катану (яп. 刃を持て Яиба о мотэ) - 58. Ну, здравствуй (яп. おはよう Охайо:) - 59. Пятнающий память (яп. 侮辱 Будзёку) - 60. Защитить две сотни человек (яп. 二百人を守る Ниняку нин о мамору) - 61. Бой в ограниченном пространстве (яп. 狭所の攻防 Кё:сё но ко:бо:) | - 53. Попробуй сама (яп. 君は Кими ва) - 54. Добрый вечер, Рэнгоку (яп. こんばんは煉獄さん Комбанва Рэнгоку-сан) - 55. Поезд бесконечного сна (яп. 無限夢列車 Мугэн юмэ рэсся) - 56. Проснись (яп. 目覚めろ Мэдзамэро) - 57. Возьми катану (яп. 刃を持て Яиба о мотэ) - 58. Ну, здравствуй (яп. おはよう Охайо:) - 59. Пятнающий память (яп. 侮辱 Будзёку) - 60. Защитить две сотни человек (яп. 二百人を守る Ниняку нин о мамору) - 61. Бой в ограниченном пространстве (яп. 狭所の攻防 Кё:сё но ко:бо:) | Дополнительная глава: Предыстория Канао. Канао родилась в бедной семье и из-за жестокого обращения потеряла способность самостоятельно принимать решения и стала смиренно ждать, когда ей что-то прикажут. Когда родители собираются её продавать, её забирают с собой сёстры Синобу и Канаэ Котё. Увидев, что Канао делает всё исключительно по команде, Канаэ даёт ей монетку, чтобы она подбрасывала её, когда потребуется принять решение, хотя Синобу это не нравится. | Дополнительная глава: Предыстория Канао. Канао родилась в бедной семье и из-за жестокого обращения потеряла способность самостоятельно принимать решения и стала смиренно ждать, когда ей что-то прикажут. Когда родители собираются её продавать, её забирают с собой сёстры Синобу и Канаэ Котё. Увидев, что Канао делает всё исключительно по команде, Канаэ даёт ей монетку, чтобы она подбрасывала её, когда потребуется принять решение, хотя Синобу это не нравится. |
| Тандзиро и его друзья садятся на поезд «Бесконечный», чтобы помочь пламенному столпу Кёдзюро Рэнгоку выследить демона, ответственного за таинственные исчезновения на поезде. Тандзиро не удаётся узнать от Рэнгоку что-либо о танце бога огня, но тот взамен предлагает юноше стать его наследником. Они ещё не знают, что за исчезновения людей ответственен Эмму, который использует отчаявшегося кондуктора, чтобы заставить всех пассажиров поезда спать под воздействием его чар. Эмму заставляет страдающих бессонницей пассажиров проникнуть в сны охотников и уничтожить ядра их сознаний, чтобы те никогда более не проснулись. Во снах истребителей воплощаются их фантазии. Тандзиро оказывается в сценарии, в котором его семья жива, а Нэдзуко так и не стала демоном. Когда Нэдзуко пытается разбудить Тандзиро, он понимает, что спит, и по совету привидевшегося ему отца совершает самоубийство, чтобы пробудиться. С помощью своих способностей Нэдзуко разрывает связь незваных гостей с остальными, Тандзиро выводит из строя троих из них, а затем сражается с Эмму, успешно вырываясь из-под влияния его чар и отрубая ему голову. Однако «Эмму», с которым сражался Тандзиро, оказывается лишь фикцией, в то время как реальный Эмму стал единым целым с поездом и собирается съесть всех пассажиров. После пробуждения остальных истребителей Иноскэ и Тандзиро удаётся смертельно ранить Эмму. | | | |
| 8 | Сила молодой луны и сила столпа Дзё:гэн но тикара ・ хасира но тикара (上弦の力・柱の力) | 4 октября 2017 года ISBN 978-4-08-881212-0 | 1 июня 2023 года ISBN 978-5-907539-72-3 |
| - 62. Кошмарная смерть (яп. 悪夢に終わる Акуму ни овару) - 63. Акадза (яп. 猗窩座) - 64. Сила молодой луны и сила столпа (яп. 上弦の力・柱の力 Дзё:гэн но тикара ・ хасира но тикара) - 65. Чья взяла (яп. 誰の勝ちか Дарэ но кати ка) - 66. Прощание на рассвете (яп. 黎明に散る Рэймэй ни тиру) - 67. Поиски (яп. さがしもの Сагасимоно) - 68. Владеющие дыханиями (яп. 使い手 Цукайтэ) - 69. Двигаться вперёд, хотя бы понемногу (яп. 前へ進もう少しずつで構わないから Маэ э сусумоу сукосидзуцу дэ камаванай кара) - 70. Похищение (яп. 人攫い Хитосарай) | | | |
| Тандзиро разрубает хребет Эмму с помощью танца бога огня, вследствие чего поезд «Бесконечный» сходит с рельсов. Рэнгоку удаётся предотвратить жертвы, после чего он учит Тандзиро использовать дыхание, чтобы закрыть рану и не дать ей открыться заново. Однако победа недолговечна: появляется Акадза, третий демон молодой луны, который нападает на Рэнгоку, параллельно пытаясь уговорить его отвергнуть свою человечность и стать демоном. В конце битвы Рэнгоку оказывается смертельно ранен и пытается сдержать Акадзу, чтобы того убил солнечный свет, но Акадзе удаётся вырваться, оторвав себе руки, и сбежать в лес, вследствие чего Тандзиро в порыве ярости называет его трусом. На прощание Рэнгоку просит Тандзиро навестить его младшего брата и отца, которые могут располагать какой-либо информацией о танце бога огня. Видя дух своей матери, которая гордится тем, что её сын сдержал данное ей в детстве слово, Рэнгоку умирает. Опустошённый этой потерей, Тандзиро наносит визит семье Кёдзюро и узнаёт некие слухи об утерянной древней технике дыхания, очень похожей на танец бога огня. | | | |
| 9 | Проникновение в квартал Ю:каку сэнню: дай сакусэн (遊郭潜入大作戦) | 4 декабря 2017 года ISBN 978-4-08-881283-0 | 1 июня 2023 года ISBN 978-5-907539-73-0 |
| - 71. Проникновение в квартал (яп. 遊郭潜入大作戦 Ю:каку сэнню: дай сакусэн) - 72. Поиск жён (яп. お嫁さんを探せ Оёмэсан о сагасэ) - 73. Погоня (яп. 追跡 Цуйсэки) - 74. Даки (яп. 堕姫) - 75. Разные помыслы (яп. それぞれの思い Сорэдзорэ но омой) - 76. В разных местах (яп. それぞれの場所で Сорэдзорэ но басё дэ) - 77. Грохот (яп. 轟く Тодороку) - 78. Извивания (яп. ぐねぐね Гунэгунэ) - 79. Пробоина (яп. 風穴 Кадзаана) | | | |
| Тандзиро и его друзья в сопровождении звукового столпа Тэнгэна Удзуя отправляются в Ёсивару, квартал красных фонарей в Токио, где обосновалась Даки, одна из молодых лун, маскирующаяся под ойран. Узнав правду о Даки, истребителям приходится противостоять не одному, а сразу двоим врагам, так как она разделяет пост шестой молодой луны со своим братом Гютаро. | | | |
| 10 | Человек и демон Нингэн то они (人間と鬼) | 2 марта 2018 года ISBN 978-4-08-881355-4 | 1 августа 2023 года ISBN 978-5-907539-85-3 |
| - 80. Ценность (яп. 価値 Кати) - 81. Слои воспоминаний (яп. 重なる記憶 Касанару киоку) - 82. Человек и демон (яп. 人間と鬼 Нингэн то они) - 83. Перемена (яп. 変貌 Хэмбо:) - 84. Что-то действительно важное (яп. 大切なもの Тайсэцуна моно) - 85. Плач (яп. 大泣き О: наки) - 86. Гютаро (яп. 妓夫太郎 Гю:таро:) - 87. Все в сборе (яп. 集結 Сю:кэцу) - 88. Как победить (яп. 倒し方 Таосиката) | | | |
| Истребители узнают правду о Даки и Гютаро, и между ними завязывается битва. Вскрывается правда о трудной жизни брата и сестры и об их превращении в демонов. | | | |
| 11 | Сражаются все Консэн (混戦) | 4 июня 2018 года ISBN 978-4-08-881399-8 | 1 августа 2023 года ISBN 978-5-907539-86-0 |
| - 89. Сражаются все (яп. 混戦 Консэн) - 90. Спасибо (яп. 感謝する Канся суру) - 91. Смена тактики (яп. 作戦変更 Сакусэн хэнко:) - 92. Личинка, остолоп, безмозглый мусор, бестолочь (яп. 虫ケラボンクラのろまの腑抜け Мусикэра бонкура норома но фунукэ) - 93. Ни за что не сдамся (яп. 絶対にあきらめない Дзэттай ни акирамэнай) - 94. Сделай что-нибудь (яп. 何とかして Нантока ситэ) - 95. Последние мгновения (яп. 最期 Сайго) - 96. Сколько бы мы ни перерождались (часть 1) (яп. 何度生まれ変わっても（前編) Нандо умарэкаваттэ мо (дзэмпэн)) - 97. Сколько бы мы ни перерождались (часть 2) (яп. 何度生まれ変わっても（後編) Нандо умарэкаваттэ мо (ко:хэн)) | | | |
| После длительного боя истребители побеждают Даки и Гютаро, однако в процессе Нэдзуко практически полностью теряет контроль, а Тэнгэну приходится уйти в отставку из-за своих травм. Несмотря на это, Кагая Убуясики, лидер истребителей демонов, рад победе над молодыми лунами и убеждён в том, что день победы над Мудзаном уже близок. | | | |
| 12 | Собрание молодых лун Дзё:гэн сю:кэцу (上弦集結) | 3 августа 2018 года ISBN 978-4-08-881540-4 | 1 августа 2023 года ISBN 978-5-907539-87-7 |
| - 98. Собрание молодых лун (яп. 上弦集結 Дзё:гэн сю:кэцу) - 99. Чей-то сон (яп. 誰かの夢 Дарэка но юмэ) - 100. Вперёд, в деревню! (яп. いざ行け里へ!! Идза юкэ сато э!!) - 101. Секреты (яп. 内緒話 Найсё-банаси) - 102. Здравствуйте, Токито (яп. 時透くんコンニチハ Токито:-кун коннитива) - 103. Прототип Ёриити (яп. 緑壱零式 Ёриити дзэросики) - 104. Котэцу (яп. 小鉄さん Котэцу-сан) - 105. А это что ещё такое?! (яп. なんか出た Нанка дэта) - 106. Нападение (яп. 敵襲 Тэкисю:) | | | |
| Восстановившись после предыдущей битвы, Тандзиро отправляется в деревню кузнецов, чтобы восстановить свою катану. Там он обнаруживает древний, но добротно сделанный меч, который берётся почистить его персональный кузнец, Хаганэдзука. Тем временем Хантэнгу и Гёкко, двое демонов молодых лун, узнают о местонахождении деревни и готовятся к нападению. | | | |
| 13 | Перемены Сэнъи хэнтэн (遷移変転) | 2 ноября 2018 года ISBN 978-4-08-881626-5 | 27 декабря 2023 года ISBN 978-5-907539-92-1 |
| - 107. Ты мешаешь (яп. 邪魔 Дзяма) - 108. Спасибо, Токито (яп. 時透君ありがとう Токито:-кун аригато:) - 109. Бессмертный (яп. 死なない Синанай) - 110. По пути к хижине (яп. あばら屋でこそこそ Абарая дэ косокосо) - 111. Самозваный художник (яп. 芸術家気取り Гэйдзюцука кидори) - 112. Перемены (яп. 遷移変転 Сэнъи хэнтэн) - 113. Грозный клинок (яп. 赫刀 Какуто:) - 114. Чтобы признал (яп. 認められたかった Митомэрарэтакатта) - 115. Столпом (яп. 柱に Хасира ни) | | | |
| Хантэнгу и Гёкко нападают на деревню кузнецов, и Тандзиро сражается с ними, заручившись поддержкой Муитиро Токито, туманного столпа, Мицури Канродзи, любовного столпа, и Гэнъи Синадзугавы, младшего брата Санэми, ветряного столпа, желающего, чтобы брат его признал. | | | |
| 14 | «Му» в имени Муитиро Муитиро: но му (無一郎の無) | 4 января 2019 года ISBN 978-4-08-881695-1 | 27 декабря 2023 года ISBN 978-5-907539-93-8 |
| - 116. Изверг (яп. 極悪人 Гокуакунин) - 117. Кузнец (яп. 刀鍛冶 Катанакадзи) - 118. «Му» в имени Муитиро (яп. 無一郎の無 Муитиро: но му) - 119. Возрождение (яп. よみがえる Ёмигаэру) - 120. Словесная перепалка (яп. 悪口合戦 Варугути гассэн) - 121. Чрезвычайная ситуация (яп. 異常事態 Идзё: дзитай) - 122. Это был временный прилив сил (яп. それは一時的な興奮状態 Сорэ ва итидзитэкина ко:фун дзё:тай) - 123. Жизнь Мицури Канродзи (яп. 甘露寺蜜璃の走馬灯 Канродзи Мицури но со:мато:) - 124. Имей уже совесть, придурок (яп. いい加減にしろ バカタレ И:кагэнни сиро бакатарэ) | | | |
| Примирившись со своим прошлым, Муитиро побеждает Гёкко, в то время как Тандзиро и остальные противостоят Хантэнгу. Тем временем Хаганэдзука спешит перековать новую катану Тандзиро и доставить её ему. | | | |
| 15 | Брезжит рассвет, и солнце восходит Адза но моно ни нару тамэ ни ва (痣の者になるためには) | 4 апреля 2019 года ISBN 978-4-08-881799-6 | 27 декабря 2023 года ISBN 978-5-907539-94-5 |
| - 125. Ночь отступает (яп. 迫る夜明け Сэмару ёакэ) - 126. Брезжит рассвет, и солнце восходит (яп. 彼は誰時・朝ぼらけ Каватарэдоки асаборакэ) - 127. Последствия победы (яп. 勝利の鳴動 Сё:ри но мэйдо:) - 128. Нужна консультация (яп. 御教示願う Гокё:дзи нэгау) - 129. Как стать мечником со шрамом (яп. 痣の者になるためには Адза но моно ни нару тамэ ни ва) - 130. Не на своём месте (яп. 居場所 Ибасё) - 131. Визиты (яп. 来訪者 Райхо:ся) - 132. Тренировка до седьмого пота (яп. 全力訓練 Дзэнрёку кунрэн) - 133. Добро пожаловать… (яп. ようこそ… Ё:косо…) | | | |
| Тандзиро уничтожает Хантэнгу с помощью своей новой катаны, а Нэдзуко, рискуя собой ради защиты жителей, попадает под лучи солнца, однако, ко всеобщему удивлению, оно не причиняет ей вреда. Едва узнав об этом, Мудзан понимает, что у Нэдзуко появилась та способность, к которой он стремился всю свою жизнь. Мудзан задаётся целью вступить в противостояние с истребителями, чтобы поймать её, в то время как они сами готовятся к финальной битве. | | | |
| 16 | Бессмертие Фумэцу (不滅) | 4 июля 2019 года ISBN 978-4-08-881867-2 | 2 апреля 2024 года ISBN 978-5-907775-26-8 |
| - 134. Повторные действия (яп. 反復動作 Хампуку до:са) - 135. Гёмэй Химэдзима (яп. 悲鳴嶼行冥 Химэдзима Гё:мэй) - 136. Движение (яп. 動く Угоку) - 137. Бессмертие (яп. 不滅 Фумэцу) - 138. Внезапный поворот (яп. 急転 Кю:тэн) - 139. Падение (яп. 落ちる Отиру) - 140. Сигнал к решающей битве (яп. 決戦の火蓋を切る Кэссэн но хибута о киру) - 141. Месть (яп. 仇 Катаки) - 142. Насекомий столп, Синобу Котё (яп. 蟲柱・胡蝶しのぶ Мусибасира, Котё: Синобу) | | | |
| Спустя несколько месяцев Мудзан нападает на штаб-квартиру истребителей демонов. Кагая и Тамаё совершают самоубийство, заманивая Мудзана в ловушку, однако как только Тандзиро и остальные истребители готовятся поразить его, они оказываются в логове Мудзана, в Бесконечной крепости. | | | |
| 17 | Преемники Укэцугу монотати (受け継ぐ者たち) | 4 октября 2019 года ISBN 978-4-08-882080-4 | 2 апреля 2024 года ISBN 978-5-907775-27-5 |
| - 143. Гнев (яп. 怒り Икари) - 144. Преемники (яп. 受け継ぐ者たち Укэцугу монотати) - 145. Коробка счастья (яп. 幸せの箱 Сиавасэ но хако) - 146. Гордость (яп. 誇り Хокори) - 147. Крошечная шестерёнка (яп. 小さな歯車 Ти:сана хагурума) - 148. Столкновение (яп. ぶつかる Буцукару) - 149. Отвращение (яп. 嫌悪感 Кэнъо-кан) - 150. Осознание (яп. 気づき Кидзуки) - 151. Снежная ночь и звон бубенцов (яп. 鈴鳴りの雪月夜 Судзунари но юкидзукиё) | | | |
| Оказавшись в Бесконечной крепости, истребители сражаются с оставшимися молодыми лунами. Синобу и Канао сталкиваются с демоном Домой, чтобы отомстить ему за старшую сестру Синобу Канаэ. Тем временем Тандзиро и Гию сражаются с Акадзой, а Дзэницу побеждает в бою Кайгаку, бывшего истребителя и его знакомого-воспитанника, предавшего их учителя и ставшего демоном. | | | |
| 18 | Горечь прошлого Кайко кё:сю: (懐古強襲) | 4 декабря 2019 года ISBN 978-4-08-882141-2 | 29 марта 2024 года ISBN 978-5-907775-28-2 |
| - 152. Прозрачный мир (яп. 透き通る世界 Сукито:ру сэкай) - 153. Не пускает (яп. 引かれる Хикарэру) - 154. Горечь прошлого (яп. 懐古強襲 Кайко кё:сю:) - 155. Никчёмный комаину (яп. 役立たずの狛犬 Якутатадзу но комаину) - 156. Спасибо (яп. ありがとう Аригато:) - 157. Вернувшаяся душа (яп. 舞い戻る魂 Маймодору тамасии) - 158. Беспорядок (яп. 破茶滅茶 Хатямэтя) - 159. Лицо (яп. 顔 Као) - 160. Знакомые черты, пробуждающиеся воспоминания (яп. 重なる面影・蘇る記憶 Касанару омокагэ, ёмигаэру киоку) | | | |
| Дома убивает Синобу, и Канао продолжает борьбу с демоном при поддержке Иноскэ. Иноскэ узнаёт, что Дома убил не только Синобу и её сестру, но и его мать. Тем временем Тандзиро и Гию в ходе продолжительной битвы побеждают Акадзу. | | | |
| 19 | Порхание бабочки Тё: но хабатаки (蝶の羽ばたき) | 4 февраля 2020 года ISBN 978-4-08-882204-4 | 20 января 2025 года ISBN 978-5-907775-55-8 |
| - 161. Порхание бабочки (яп. 蝶の羽ばたき Тё: но хабатаки) - 162. Одна победа на троих (яп. 三人の白星 Саннин но сиробоси) - 163. Переполненное сердце (яп. 心あふれる Кокоро афурэру) - 164. Не рассчитала силы (яп. ちょっと力み過ぎただけ Тётто рикимисугита дакэ) - 165. Потрясение (яп. 愕然と戦慄く Гакудзэн то вананаку) - 166. Истинные чувства (яп. 本心 Хонсин) - 167. Желание (яп. 願い Нэгай) - 168. Во веки веков (яп. 百世不磨 Хякусэй фума) - 169. Камнепад (яп. 地鳴る Дзинару) | | | |
| Воспользовавшись преимуществами смерти Синобу, Канао и Иноскэ побеждают Дому, в то время как каменный столп Гёмэй Химэдзима, а также Муитиро, Санэми и Гэнъя вступают в бой с сильнейшим из демонов молодых лун, Кокусибо, по совместительству бывшим истребителем демонов. | | | |
| 20 | Путь, что прокладывается убеждениями Хисэки но кокоро га хираку мити (匪石之心が開く道) | 13 мая 2020 года ISBN Обычное издание: ISBN 978-4-08-882282-2 Специальное издание: ISBN 978-4-08-882306-5 | 20 января 2025 года ISBN 978-5-907841-97-0 |
| - 170. Незыблемый столп (яп. 不動の柱 Фудо: но хасира) - 171. Трансформация (яп. 変ずる Хэндзуру) - 172. Потенциал слабого (яп. 弱者の可能性 Дзякуся но кано:сэй) - 173. Путь, что прокладывается убеждениями (яп. 匪石之心が開く道 Хисэки но кокоро га хираку мити) - 174. Кошмар при багровой луне (яп. 赤い月夜に見た悪夢 Акай цукиё ни мита акуму) - 175. Ошеломляющее молодое поколение (яп. 後世畏るべし Ко:сэй осору бэси) - 176. Самурай (яп. 侍) - 177. Младший брат (яп. 弟 Ото:то) - 178. Сколько бы ни тянулся (яп. 手を伸ばしても手を伸ばしても Тэ о нобаситэ мо тэ о нобаситэ мо) | | | |
| После долгой и трудной битвы Санэми и Гёмэй ценой жизней Гэнъи и Муитиро побеждают Кокусибо. | | | |
| 21 | Воспоминания о древних временах Инисиэ но киоку (古の記憶) | 3 июля 2020 года ISBN Обычное издание: ISBN 978-4-08-882349-2 Специальное издание: ISBN 978-4-08-882363-8 | 20 января 2025 года ISBN 978-5-907841-98-7 |
| - 179. Чувства старшего, чувства младшего (яп. 兄を思い弟を思い Ани о омой ото:то о омой) - 180. Излечение (яп. 快復 Кайфуку) - 181. Стихийное бедствие (яп. 大災 Тайсай) - 182. Ненависть (яп. 激怒 Гэкидо) - 183. Борьба за контроль (яп. 閲ぎ合い Сэмэгиай) - 184. Смена места боя (яп. 戦線離脱 Сэнсэн ридацу) - 185. Мир без запахов (яп. 匂いのない世界 Ниой но най сэкай) - 186. Воспоминания о древних временах (яп. 古の記憶 Инисиэ но киоку) - 187. Непорочный человек (яп. 無垢なる人 Мукунару хито) | | | |
| После победы над молодыми лунами истребители демонов объединяются в финальной битве против Мудзана. Враг отравляет Тандзиро, и на пороге смерти он видит одного из своих предков, знакомого с Ёриити Цугикуни, создателем первородной техники дыхания, которая передавалась семьёй Камадо из поколения в поколение в виде танца бога огня. | | | |
| 22 | Круговорот судеб Мэгуру эниси (廻る縁) | 2 октября 2020 года ISBN Обычное издание: ISBN 978-4-08-882424-6 Специальное издание: ISBN 978-4-08-908381-9 | 20 января 2025 года ISBN 978-5-907841-99-4 |
| - 188. Отчаянная любовь (яп. 悲痛な恋情 Хицу:на рэндзё:) - 189. Надёжные товарищи (яп. 心強い仲間 Кокородзуёй накама) - 190. Дрожь (яп. ぞくぞくと Дзокудзоку то) - 191. Кто здесь демон (яп. どちらが鬼か Дотира га они ка) - 192. Круговорот судеб (яп. 廻る縁 Мэгуру эниси) - 193. Врата испытаний поддаются (яп. 困難の扉が開き始める Коннан но тобира га хираки хадзимэру) - 194. Пылающие шрамы (яп. 灼熱の傷 Сякунэцу но кидзу) - 195. Головокружительно (яп. めまぐるしく Мэмагурусику) - 196. Я (яп. 私は Ватаси ва) | | | |
| Пока истребители рискуют жизнями, чтобы сдерживать Мудзана до рассвета, Тандзиро поднимается и с новыми знаниями возглавляет контратаку на врага. Тем временем Нэдзуко, уверенная в том, что её брату нужна помощь, бежит на выручку. Лекарство для исцеления её от демонического проклятия срабатывает, и Нэдзуко вновь становится человеком. | | | |
| 23 | Жизнь, что сияет веками Икусэйсо: о кирамэку иноти (幾星霜を煌めく命) | 4 декабря 2020 года ISBN Обычное издание: ISBN 978-4-08-882495-6 Специальное издание: ISBN 978-4-08-908379-6 | 20 января 2025 года ISBN 978-5-907922-00-6 |
| - 197. Одержимость (яп. 執念 Сю:нэн) - 198. И не заметили (яп. 気付けば Кидзукэба) - 199. Рассвет тысячелетия (яп. 千年の夜明け Сэннэн но ёакэ) - 200. Цена победы (яп. 勝利の代償 Сё:ри но дайсё:) - 201. Царь демонов (яп. 鬼の王 Они но о:) - 202. Идём домой (яп. 帰ろう Каэро:) - 203. Множество зовов (яп. 数多の呼び水 Амата но ёбимизду) - 204. Мир без демонов (яп. 鬼のない世界 Они но най сэкай) - 205. Жизнь, что сияет веками (яп. 幾星霜を煌めく命 Икусэйсо: о кирамэку иноти) | | | |
| С приходом рассвета истребители демонов раз и навсегда побеждают Мудзана, однако без жертв не обходится. Перед своим исчезновением он успевает превратить Тандзиро в демона, предпринимая последнюю попытку отомстить. С помощью Нэдзуко друзьям Тандзиро удаётся помочь ему снова стать человеком, и по завершении долгой борьбы с Мудзаном организацию истребителей демонов расформировывают. Тандзиро и Нэдзуко вместе с друзьями возвращаются домой, а в последней главе показаны жизни их предков и реинкарнаций их погибших союзников спустя несколько десятилетий в будущем, где нет демонов. | | | |

## Комментарии
1. ↑  Выпуск был отложен с 1 на 13 мая в связи с пандемией COVID-19[48].